# 九龍巴士94線
九龍巴士94線是香港新界的一條巴士路線，來往黃石碼頭和西貢，主要服務西貢半島和塔門的居民，以及假日前往各個郊野公園、郊遊徑及燒烤場地的本地人士。
本路線是除大嶼山以外，香港唯一一條沒有經過任何交通信号灯和铁路沿线的專營巴士路線。

## 歷史
- 1978年4月3日：路線投入服務，取代93線（西貢－大網仔）的服務，並與99線同時投入服務，採取兩線車輛互調運作，當時班次大約每一小時一班。[2]
- 1994年5月16日：於平日增派豐田24座空調巴士（AT75／EL452）行走。
- 2003年5月17日：改為全空調服務。[3]
- 2004年12月18日：因99線延長至烏溪沙站，取消與99線的互調運作模式，兩線均改為獨立派車。
- 2005年6月27日：修改平日班次，以「半小時一班」方便乘客預算候車時間及配合黃石碼頭往返塔門的渡輪班次[4]。
- 2015年6月27日：增設到站時間預報。[5]
- 2018年11月5日：本線作出以下調整:
  - 延長服務時間:
    - 由西貢開出，尾班車時間由21:00延遲至21:50
    - 由黃石碼頭開出，尾班車時間由21:35延遲至22:30

  - 削減星期一至五班次至35-40分鐘一班
  - 星期六、日及公眾假期部份時段加密班次[6]。
- 2019年5月31日：大網仔巴士站由大網仔停車場遷往大網仔路，以便使用載客量較高的雙層巴士，並於2021年1月15日永久實施。
- 2019年8月5日：提早星期一至五西貢開出頭班車至05:45及黃石碼頭開出頭班車至06:25。[7]
- 2025年8月9日：往西貢方向增停大網仔路「誌烈徑」站。

## 服務時間（詳細班次）
| 西貢開           | 西貢開     | 西貢開     | 西貢開     | 西貢開     | 西貢開     |
| 星期一至五       | 星期一至五 | 星期一至五 | 星期一至五 | 星期一至五 | 星期一至五 |
| ---------------- | ---------- | ---------- | ---------- | ---------- | ---------- |
| 05:45            | 06:10      | 06:45      | 07:25      | 08:05      | 08:40      |
| 09:20            | 10:00      | 10:40      | 11:20      | 12:00      | 12:40      |
| 13:20            | 14:00      | 14:40      | 15:20      | 16:00      | 16:40      |
| 17:20            | 18:00      | 18:40      | 19:20      | 20:00      | 20:40      |
| 21:15            | 21:50      |            |            |            |            |
| 星期六           |            |            |            |            |            |
| 06:00            | 06:35      | 07:10      | 07:45      | 08:05      | 08:25      |
| 08:45            | 09:00      | 09:15      | 09:30      | 09:45      | 10:05      |
| 10:25            | 10:45      | 11:05      | 11:25      | 11:45      | 12:05      |
| 12:25            | 12:45      | 13:05      | 13:25      | 13:45      | 14:05      |
| 14:25            | 14:45      | 15:05      | 15:25      | 15:45      | 16:05      |
| 16:25            | 16:45      | 17:05      | 17:30      | 18:00      | 18:30      |
| 19:00            | 19:30      | 20:00      | 20:30      | 21:10      | 21:50      |
| 星期日及公眾假期 |            |            |            |            |            |
| 07:00            | 07:25      | 07:45      | 08:05      | 08:25      | 08:45      |
| 09:00            | 09:15      | 09:30      | 09:45      | 10:05      | 10:25      |
| 10:45            | 11:05      | 11:25      | 11:45      | 12:05      | 12:25      |
| 12:45            | 13:05      | 13:25      | 13:45      | 14:05      | 14:25      |
| 14:45            | 15:05      | 15:25      | 15:45      | 16:05      | 16:25      |
| 16:45            | 17:05      | 17:30      | 18:00      | 18:30      | 19:00      |
| 19:30            | 20:00      | 20:30      | 21:10      | 21:50      |            |

| 黃石碼頭開       | 黃石碼頭開 | 黃石碼頭開 | 黃石碼頭開 | 黃石碼頭開 | 黃石碼頭開 |
| 星期一至五       | 星期一至五 | 星期一至五 | 星期一至五 | 星期一至五 | 星期一至五 |
| ---------------- | ---------- | ---------- | ---------- | ---------- | ---------- |
| 06:25            | 06:50      | 07:25      | 08:00      | 08:40      | 09:20      |
| 10:00            | 10:40      | 11:20      | 12:00      | 12:40      | 13:20      |
| 14:00            | 14:40      | 15:20      | 16:00      | 16:40      | 17:00      |
| 17:20            | 18:00      | 18:40      | 19:20      | 20:00      | 20:40      |
| 21:15            | 21:50      | 22:30      |            |            |            |
| 星期六           |            |            |            |            |            |
| 06:30            | 07:10      | 07:50      | 08:25      | 08:55      | 09:25      |
| 09:55            | 10:15      | 10:35      | 10:55      | 11:15      | 11:35      |
| 11:55            | 12:15      | 12:35      | 12:55      | 13:15      | 13:35      |
| 13:55            | 14:15      | 14:35      | 14:55      | 15:15      | 15:35      |
| 16:55            | 17:15      | 17:35      | 17:55      | 18:15      | 18:35      |
| 18:55            | 19:15      | 19:40      | 20:10      | 20:40      | 21:10      |
| 21:50            | 22:30      |            |            |            |            |
| 星期日及公眾假期 |            |            |            |            |            |
| 07:30            | 08:00      | 08:30      | 08:55      | 09:25      | 09:55      |
| 10:15            | 10:35      | 10:55      | 11:15      | 11:35      | 11:55      |
| 12:15            | 12:35      | 12:55      | 13:15      | 13:35      | 13:55      |
| 14:15            | 14:35      | 14:55      | 15:10      | 15:25      | 15:40      |
| 15:55            | 16:10      | 16:25      | 16:40      | 16:55      | 17:10      |
| 17:25            | 17:40      | 17:55      | 18:15      | 18:35      | 18:55      |
| 19:15            | 19:40      | 20:10      | 20:40      | 21:10      | 21:50      |
| 22:30            |            |            |            |            |            |

備註
- 星期六、日及公眾假期，巴士公司會因應實際客量而額外增加班次。
- 每逢北潭涌及西貢東郊野公園有大型活動時（如毅行者），會因應情況派出短程特別車來往西貢及北潭涌。

## 收費
全程：$7.2
- 西貢往麥邊或之前：$6（須用八達通（九巴月票除外）並須於上車拍卡及下車前到車頭的八達通機拍卡確認）
- 大網仔往黃石碼頭：$6.8
- 大網仔往西貢：$4.6

| - 本線設有12歲以下小童及65歲或以上長者半價優惠。 - 65歲或以上香港居民使用「樂悠咭」，以及12歲以下合資格殘疾兒童使用「殘疾人士身份」個人八達通繳付車資，均可享有每程$2.0或半價（以較低者為準）的票價優惠；12至64歲合資格殘疾人士使用「殘疾人士身份」個人八達通（包括「樂悠咭」），以及60至64歲香港居民使用「樂悠咭」繳付車資，均可享有每程$2.0或全費（以較低者為準）的票價優惠。 - 65歲或以上長者如使用長者或一般個人八達通繳付車資，則只可享有半價優惠；12至64歲合資格殘疾人士如不使用「殘疾人士身份」個人八達通，以及60至64歲人士如不使用「樂悠咭」繳付車資，必須繳付全費。 - 乘客可以現金或八達通於上車時付款，不設找續。 - 每位成人乘客可免費攜帶最多兩名4歲以下而不佔座位的兒童乘客乘車，超額之4歲以下小童必須繳付小童車費乘車。 - 持有「九巴月票」之乘客在車票有效期內，每日可享最多10程任何九龍巴士及龍運巴士路線（包括本路線，以及聯營路線的九龍巴士／龍運巴士提供的班次；惟乘搭機場「A」及「NA」線則可享原價二七折優惠（不會計算每天10次合資格車程））；而B1線則每日可享最多各2程（不會計算每天10次合資格車程）。 - 九龍巴士、城巴、龍運巴士及陽光巴士全職員工及家屬（不包括外判職員）可免費乘搭本路線，惟必須拍職員或職員家屬八達通。 - 乘客亦可透過多元化電子支付系統（e度嘟）繳付車資，包括使用非接觸式VISA卡、JCB卡、萬事達卡、銀聯卡、美國運通、大來國際、Discover Card、Apple Pay、Google Pay、Samsung Pay、AlipayHK「易乘碼」、支付寶、WeChatHK／微信支付「搭車碼」、銀聯雲閃付「乘車碼」及BOC Pay「乘車碼」。乘客使用此付款方式，使用此支付方式的乘客可享有中途下車之分段收費，以及與其他九巴／龍運獨營路線或聯營線九巴／龍運班次之轉乘優惠，惟不適用於與非九巴／龍運路線之轉乘優惠，亦不能享有「公共交通費用補貼計劃」及「長者及合資格殘疾人士公共交通票價優惠計劃」。 - 此線不設八達通轉乘優惠。 |

## 用車及運作模式
由於受黃石碼頭總站面積限制，加上西貢半島的路況只許轉向較佳的車輛行走，因此九龍灣車廠只可派出不長於12米的中軸驅動雙層巴士行走本線，尤其星期六、日及公眾假期，大量該等用車前往本線支援。其中屬於本線的掛牌車分別有3輛亞歷山大丹尼士Enviro 500 MMC（3輛12米ATENU及1輛11.3米E6M）雙層空調巴士。
| 車隊編號 | 車牌   |
| -------- | ------ |
| ATENU208 | SK6472 |
| ATENU333 | TA7343 |
| ATENU671 | TP5332 |
| E6M23    | WU4591 |

本路線與99線由1978年4月3日開辦當日直至2004年12月17日期間，採用兩線車輛互調運作。在這種運作模式下，當行駛99線的巴士由泥涌返回西貢時，車長會把巴士駛入94線停車坑，然後改走94並於每小時00分開出，而94線的車輛於黃石碼頭每小時開35分班次返回西貢時會改走99，而99則會在每小時15分開出，不過在假日99會停開13:15由西貢開出的班次。若然遇交通情況嚴重影響99原有班次開出，西貢巴士總站站長會視乎情況於92線或299線（現已改為299X線）抽調車輛行走99線以維持原有班次，在99未改為全空調行走時，曾經出現空調巴士行走99，不過收取普通巴士車費，變相提供升級服務。
本路線於1994年5月16日起於平日增派豐田Coaster 24座位空調巴士（AT75/EL452）行走，不過卻是獨立運作，並在午膳時間停開，豐田24座位小巴退役後，改派其他單層空調巴士行走，後來午膳時間繼續提供服務，由92抽調1輛雙層空調巴士行走，為當時平日唯一空調雙層巴士班次。 
用車方面，初期採用亞比安單層巴士行走，亞比安即將退役時改派丹尼士喝采巴士（N65/CF6822及N322/CS1705）行走，為其中穩定的車款，行走兩線超過10年，不過1994年起，九巴已把旗下的巴士改用膠牌路線版，而在車頭的顯示是放在巴士上層，由於本路線部份班次是與99對調運作，所以部份車長把號碼膠牌版放在下層駕駛室的擋風玻璃，免得走上走落（車頭及車尾的顯示則只顯示「白板」），加上丹尼士喝采巴士年事已高即將退役，有見及此，九巴把3輛配上ECW車身的利蘭奧林比安10.3米其中2輛（BL1/CP3323及BL2/CP3830）行走兩線，仍使用布牌方便車長轉換路線號。由於BL1、BL2為利蘭奧林比安樣版車，行走該兩線前只是後備車隊，因此吸引不少巴士迷乘搭這兩線。
不過BL1、BL2行走該兩線時的車齡已達15年，同樣是即將退役的車款，最終兩車於1999年9月30日正式退役，因此改派其他兩軸普通巴士行走(然而所派車輛同樣為即將退役)，結果在這數年間不斷更換車款行走，幾乎所有十米以下的兩軸巴士型號，都曾經在該兩線服役。
巴士服務空調化是大勢所趨，當富豪超級奧林比安10.6米空調巴士(ASV)開始投入服務，九巴即由2003年5月17日起改派兩部該型號巴士行走，並實行兩線空調化。該型巴士配備電子路線牌，更方便車長轉換路線號，其後九巴再買入同樣配備電子路線牌的丹尼士三叉戟(ATS)，為本線派車更多元化。
2004年12月18日起，由於99線延長至馬鞍山新市鎮之烏溪沙站，兩線改為獨立派車，互調運作模式終告取消。當時派車為AA20/FP1891及ASV44/KA9676。
2005年6月27日起，本線修改平日班次，同時改為全以雙層空調巴士（ASV44/KA9676及ASV51/KX2135）行走。
2008年4月8日起，因應駛經彌敦道的巴士路線的低地台掛牌車必須是歐盟3型或以上引擎排放的巴士，本路線其中一部符合要求的雙層空調巴士（ASV51/KX2135，已調往荔枝角車廠）換上ASV19/JY7839。
另由於西貢半島易受大霧籠罩，行走本線的車輛須安裝霧燈，以加強行車安全性。
隨着唯一一部丹尼士巨龍9.9米用車（ADS165/HA8712）於2015年2月3日換成富豪超級奧林比安10.6米（ASV84/LR4543），亦代表本線再度低地台化。
星期一至五早上7:30，行走字軌01的用車需前往292P線作服務，行走完畢便會返回本線，直至完成下午5:05由黃石開出之班次到達西貢後，01字軌用車會直接駛進92線西貢之站坑以支援92線。
黃石碼頭總站所在位置為沙田車廠管轄範圍，該廠有時需要兼顧該兩部屬於九龍灣廠的巴士支援維修，亦曾試過由沙田廠派出工程車前往北潭涌、黃石碼頭等地進行廠外維修。

## 行車路線

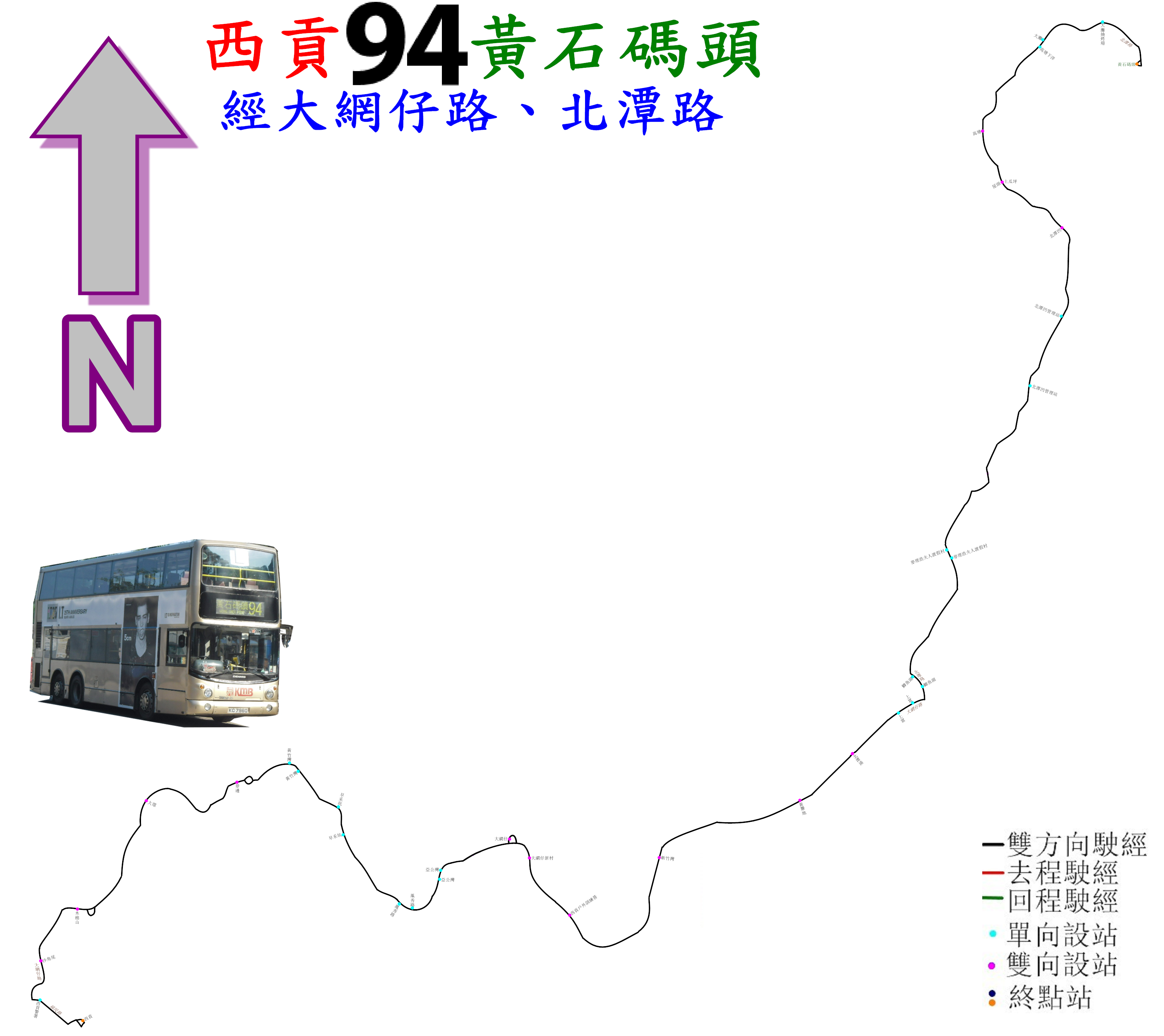
94路線的走線圖

- 西貢開經：惠民路、福民路、普通道、大網仔路及北潭路。
- 黃石碼頭開經：北潭路、大網仔路、普通道及福民路。

具體停站請參考資訊框。

## 外部連結
- 九巴 94 線 （页面存档备份，存于）